# Пежо тип 29
Пежо тип 29 (фр. Peugeot Type 29) је моторно возило произведено од 1899. до 1900. од стране француског произвођача аутомобила Пежо у њиховој фабрици у Оданкуру. У том раздобљу је укупно произведено 5 јединица.
Возило покреће двоцилиндрични четворотактни мотор постављен позади, а преко ланчаног склопа је пренет погон на задње точкове. Његова максимална снага била је 12 КС.
Тип 32 има међуосовинско растојање од 230 цм, а укупне дужине 330 цм и висине 235 цм. Облик каросерије је минибус и има места за десет особа.